# ريتشارد ديفيز
ريتشارد ديفيز (بالإنجليزية: Richard Hutton Davies)‏ (14 أغسطس 1861 لندن المملكة المتحدة - 9 مايو 1918 لندن المملكة المتحدة) هو عسكري بريطاني شارك في الحرب العالمية الثانية.